# Kyle Garland
Kyle Garland (né le 28 mai 2000 à Philadelphie) est un athlète américain spécialiste des épreuves combinées. 

## Biographie
Médaillé d'argent du décathlon des Championnats panaméricains juniors 2017, il se classe 7e des Championnats du monde juniors 2018. 
Les 6 et 7 mai 2022 à Fayetteville lors des Championnats des États-Unis d'épreuves combinées, Kyle Garland se classe deuxième de la compétition derrière Garrett Scantling mais établit un nouveau record personnel avec 8 720 pts, devenant le 7e meilleur performeur américain de tous les temps.
Les 10 et 11 mars 2023 au cours des championnats NCAA en salle à Albuquerque, Kyle Garland, étudiant de l'Université de Géorgie, établit la deuxième meilleure performance de l'histoire à l'heptathlon en totalisant 6 639 points, échouant à 6 pts seulement du record du monde de l'Américain Ashton Eaton établi en 2012. Il améliore ses records personnels sur 60 m haies (7 s 74), au saut à la perche (5,16 m), au saut en longueur (7,96 m), au lancer du poids (16,45 m), et sur le 1 000 m (2 min 41 s 36).

## Palmarès

### International
| Date | Compétition                        | Lieu     | Résultat | Épreuve   | Performance |
| ---- | ---------------------------------- | -------- | -------- | --------- | ----------- |
| 2017 | Championnats panaméricains juniors | Trujillo | 2e       | Décathlon | 7 212 pts   |
| 2018 | Championnats du monde juniors      | Tampere  | 7e       | Décathlon | 7 451 pts   |
| 2022 | Championnats du monde              | Eugene   | 11e      | Décathlon | 8 133 pts   |

### National
- Championnats des États-Unis d'athlétisme
  - décathlon : 2e en 2022

## Records
| Épreuve           | Performance   | Lieu         | Date            |
| ----------------- | ------------- | ------------ | --------------- |
| 100 m             | 10 s 44       | Eugene       | 31 juillet 2025 |
| Saut en longueur  | 7,86 m        | Fayetteville | 6 mai 2022      |
| Lancer du poids   | 16,77 m       | Walnut       | 12 avril 2023   |
| Saut en hauteur   | 2,18 m        | Millersville | 11 juin 2017    |
| 400 m             | 47 s 78       | Austin       | 7 juin 2023     |
| 110 m haies       | 13 s 54       | Austin       | 8 juin 2023     |
| Lancer du disque  | 49,10 m       | Götzis       | 1er juin 2025   |
| Saut à la perche  | 4,90 m        | Coral Gables | 6 avril 2024    |
| Lancer du javelot | 59,63 m       | Fayetteville | 7 mai 2022      |
| 1 500 m           | 4 min 41 s 96 | Eugene       | 9 juin 2022     |
| Décathlon         | 8 869 pts     | Eugene       | 1er août 2025   |

| Épreuve         | Performance   | Lieu        | Date            |
| --------------- | ------------- | ----------- | --------------- |
| 60 mètres       | 6 s 86        | Lubbock     | 26 janvier 2023 |
| Longueur        | 7,96 m        | Albuquerque | 11 mars 2023    |
| Poids           | 16,45 m       | Albuquerque | 11 mars 2023    |
| Hauteur         | 2,19 m        | Lubbock     | 26 janvier 2023 |
| 60 mètres haies | 7 s 74        | Albuquerque | 11 mars 2023    |
| Perche          | 5,16 m        | Albuquerque | 11 mars 2023    |
| 1 000 mètres    | 2 min 41 s 36 | Albuquerque | 11 mars 2023    |
| Heptathlon      | 6 639 pts     | Albuquerque | 11 mars 2023    |